# Чанг, Майкл
Майкл Дэпэй Чанг (Чжан) (англ. Michael Te-pei Chang, кит. упр. 張德培, палл. Чжан Дэпэй, род. 22 февраля 1972 года, Хобокен, Нью-Джерси, США) — американский теннисист китайского происхождения.
Остаётся самым молодым в истории финалистом и победителем турнира Большого шлема в мужском одиночном разряде, выиграв Открытый чемпионат Франции 1989 года в возрасте 17 лет и 3 месяцев.

## Достижения
Профессионал с 1988 года. Выиграл 34 турнира в одиночном разряде. Наивысшая позиция в рейтинге ATP — 2.
Лучшие результаты в турнирах «Большого шлема»:
- Чемпион Открытого чемпионата Франции (1989) в одиночном разряде.
- Финалист Открытого чемпионата Австралии (1996) в одиночном разряде.
- Финалист Открытого чемпионата США (1996) в одиночном разряде.
- Четвертьфиналист Уимблдона (1994) в одиночном разряде.

Другие достижения:
- Финалист Кубка Мастерс (1995).
- Финалист Кубка Большого шлема (1991, 1992).
- Обладатель Кубка Дэвиса в составе сборной США (1990).
- Победитель командного чемпионата мира по теннису в составе сборной США (1993).
- Лауреат награды ATP в номинации «Прогресс года» за 1989 год.

Завершил профессиональную карьеру в 2003 году.

## Карьера теннисиста

### 1987—1992
Майкл Чанг остался в теннисной истории как игрок, обладающий наибольшим числом рекордов с приставкой «самый юный…». Небывалая по своей успешности юношеская карьера теннисиста уже в раннем возрасте привлекла к нему внимание экспертов. Свою первую победу в состязаниях национального уровня Майкл одержал в 12 лет. А в 13 он выиграл турнир «Фиеста Боул» — для 16-летних игроков. Два года спустя, в 15 лет, Чанг выигрывает чемпионат страны среди юниоров (до 18-ти) и аналогичный по статусу турнир на хардовых кортах. Получив в награду приглашение от организаторов (wild card) на «Ю-Эс Оупен» 1987 года, Майкл Чанг стал самым юным игроком (у мужчин), сумевшим одержать победу в одиночном поединке основной «сетки» соревнований. В первом раунде он переиграл австралийца Макнами (6-3, 6-7, 6-4, 6-4), а во втором дал бой сопернику посерьёзнее — игроку из Топ-100 — нигерийцу Одизору: 1-6, 2-6, 7-6, 6-3, 4-6. Месяц спустя, в Скоттсдэйле (англ. Tennis Channel Open), Майкл станет самым юным теннисистом, достигшем полуфинала на турнире АТП. В том же 1987-м Чанг одержал и первую турнирную победу во «взрослом» теннисе, первенствовав на «челленджере» в Лас-Вегасе.
Следующий, 1988 год, принёс ему всеобщее признание: начав профессиональную карьеру в середине второй сотни рейтинга, он завершает сезон в Топ-30, за что и был отмечен на финише, как «Новичок года в АТП» (на тот момент, звание ещё не имело официального статуса Награды АТП). Добыл Чанг и свой дебютный титул на состязаниях АТП-Тура — в Сан-Франциско (в возрасте 16 лет и 7 месяцев), не отдав соперникам ни единого сета. А самым заметным, в том сезоне, снова стало его выступление на Открытом чемпионате США. Где Майкл, выиграв два подряд тяжелейших пятисетовых матча (второй и третий круг), уступил в 1/8 финала своему соотечественнику Андре Агасси (четвёртой ракетке мира).
1989-й стал годом прорыва Майкла Чанга в элиту мирового тенниса. Стартовав с 30-го места в рейтинге, он завершил сезон на пятой позиции, оказавшись самым молодым теннисистом, попадавшим в Топ-5. За что и был удостоен награды АТП в номинации «Прогресс года». Этому способствовала стабильная, без срывов, игра на протяжении десяти месяцев кряду. Приняв участие в 17 турнирах, Майкл только на одном из них (Скоттсдэйл) не смог дойти до 1/8 финала, уступив в поединке первого раунда Стефану Эдбергу.
Со шведом, в 1989 году, они встречались ещё дважды и обе встречи завершились в пользу американца. Один из этих матчей состоялся в финале Открытого чемпионата Франции: счёт 6-1, 3-6, 4-6, 6-4, 6-2. Победив в Париже в возрасте 17 лет и 3 месяца, Майкл Чанг «застолбил» за собой ещё один возрастной рекорд мужского тенниса — он до сих пор остаётся самым юным победителем турнира Большого шлема в мужском одиночном разряде. Чанг стал первым американским теннисистом с 1984 года, выигравшим одиночный турнир Большого шлема, а на Открытом чемпионате Франции его победа стала первой для американцев за 44 года (предыдущим, кому это удалось, был Тони Траберт в 1955 году). После каждого выигранного матча на Открытом чемпионате Франции Чанг публично благодарил Иисуса, подчёркивая, что его личные отношения с Христом он считает причиной своих побед. Это вызывало раздражение как у части зрителей, так и у соперников - в частности, Дэвид Уитон, сам ревностный христианин, называл заявления Чанга о том, что бог на его стороне, оскорбительными.
На том «Ролан Гаррос», помимо финального матча, в упорной борьбе выигранного американским теннисистом, состоялся и ещё один драматичный поединок. В четвёртом раунде Майкл Чанг впервые в своей карьере смог обыграть действующего лидера рейтинга АТП: на тот момент, первой ракеткой мира являлся Иван Лендл. Кроме того, что поединок был насыщен всевозможными перипетиями спортивного характера (уступив первые два сета, Чанг сумел победить 4-6, 4-6, 6-3, 6-3, 6-3), он имел ещё и политическую подоплёку: матч состоялся на следующий день после событий на пекинской площади Тяньаньмэнь, за которым Чанг пристально следил
. После того успеха Чанг больше никогда не выигрывал турниров на грунте в Европе, а также больше никогда не побеждал на любых турнирах ATP в континентальной Европе. Майкл закончил сезон на пятом месте в рейтинге, это также остаётся рекордом для самого юного теннисиста в топ-10 по итогам сезона.
После яркого и наполненного эмоциональными «взлётами» сезона-1989, в 1990 году наступил спад. Игра Чанга перестала быть неожиданностью для соперников, а победа над ним — теннисистом первой десятки — сама по себе являлась ценным трофеем, поскольку, одной из особенностей рейтинга АТП тех лет было начисление, так называемых, бонусных очков — за матчевую победу над игроком, стоящим выше.
Ситуацию усугубила травма бедра, полученная молодым американцем в ходе тренировки в декабре 1989 года. Пропустив из-за этой травмы два месяца, Чанг стал часто проигрывать в первых же раундах соревнований, в том числе и на грунте. Перед Открытым чемпионатом Франции, выступая в показательном матче, он к тому же повредил кисть правой руки, что свело его шансы защитить титул к минимуму. Радость немногочисленных турнирных побед в 1990 году оказалась для Чанга связана исключительно с выступлениями на хардовых площадках Северной Америки. Он завоевал первый за карьеру чемпионский титул в серии «Мастерс», победив на канадском этапе (Торонто). И обыграв по ходу турнира, подряд, нескольких сильных соотечественников: Дэвида Уитона (англ. en:David Wheaton) — в 1/8 финала, Андре Агасси и Пита Сампраса, соответственно, в четвертьфинале и полуфинале. А в решающем поединке, где ему противостоял опытный Джэй Бергер (англ. en:Jay Berger), победа была добыта Чангом на тайбрейке третьего сета.
По схожему сценарию развивался и финал следующего турнира — в Лос-Анджелесе, куда Чанг пробился неделей позже. Однако в тот раз переиграть Стефана Эдберга американцу не удалось: оба тайбрейка решающего матча остались за шведом. Успешная летняя серия на «родном» харде позволила Майклу отчасти компенсировать значительную потерю рейтинговых очков после неудачного старта в сезоне-90, и особенно, после «Ролан Гаррос» (когда он отступил с 14-го на 24-е место). Поэтому, к концу года, «провал» не выглядел уже таким катастрофическим: Чанг финишировал пятнадцатым.
В 1990 году теннисист выступил за национальную сборную. Дебютировав в предыдущем сезоне, поединком первого раунда против парагвайцев, Майкл на какое-то время прервал участие в Кубке Дэвиса. Возобновив его на полуфинальной стадии розыгрыша-1990, он оказался творцом успеха американской команды. Гостевой поединок с австрийцами складывался очень непросто: Чанг проиграл стартовую встречу Томасу Мустеру, и в следующий раз вышел на корт в пятом заключительном матче, который и стал решающим. Его Майкл Чанг в упорнейшей борьбе «вырвал» у Хорста Скоффа (англ. en:Horst Skoff): 3-6, 6-7, 6-4, 6-4, 6-3, принеся сборной США победу 3-2 и первую с 1984 года путёвку в финал.
Финальный матч Кубка Дэвиса-1990 оказался для американцев, игравших дома, успешным. Выиграв первые же три поединка у австралийцев, команда США завоевала юбилейную — тридцатую — победу в крупнейшем ежегодном турнире, имеющем статус неофициального командного чемпионата мира. А Майкл Чанг, обыгравший в трёх сетах Даррена Кэхилла, пополнил свою коллекцию рекордов ещё одним. Как самый юный (18 лет и 9 месяцев) участник победного финального матча на Кубок Дэвиса.
Следующий год — 1991-й — не был отмечен какими-либо значительными достижениями. Стабильно проходя, как минимум, два-три круга на почти всех состязаниях, Майкл, тем не менее, никак не мог достичь решающих стадий розыгрыша. В тот год, дорогу ему часто преграждали Стефан Эдберг и Борис Беккер, которые вели острое соперничество за верхнюю строчку рейтинга. Исключением стала концовка сезона, в которой Чанг сумел завоевать единственный титул (Бирмингем, Великобритания) и дойти до финала на Кубке Большого шлема, где его остановил Дэвид Уитон.
В 1992 году Майклу Чангу особенно удалась первая половина сезона. Начав с «поздравлений» новоявленному лидеру рейтинга АТП — Джиму Курье (Чанг выиграл у него (6-3 6-3) решающий поединок турнира в Сан-Франциско), Майкл продолжил повторением прошлогоднего достижения своего соотечественника. Он выиграл один за другим, оба весенних этапа серии «Мастерс» в США: Индиан-Уэллс и Майами. И, если в первом из них на пути к триумфу Чанг не встретил ни одного игрока из Топ-20, то во втором, ему пришлось снова столкнуться с Курье — опять выступавшим в качестве лидера «посева». В полуфинальном поединке Чанг ещё раз уверенно обыграл первую ракетку мира: 6-2, 6-4.
Блистательно игравший в тот год Курье, вскоре, сумел взять реванш у Чанга. Переиграв того (7-5, 6-3) в финале гонконгского турнира. Подобный «дубль» (в один год, Индиан-Уэллс плюс Майами — крупнейшие турниры в серии «Мастерс») удавался впоследствии, лишь очень немногим теннисистам из тех, у кого в активе значится пребывание на первом месте рейтинга (Пит Сампрас, Андре Агасси, Марсело Риос и Роджер Федерер). В результатах других выступлений самым заметным стало повторение прошлогоднего успеха — выход в финал «Кубка Большого шлема». Однако и на сей раз выиграть турнир Майклу не удалось: он уступил в трёх партиях Михаэлю Штиху.

### 1993-1997
1993-й стал годом обретения стабильности. Если в предшествующий сезон большие усилия были затрачены на возвращение в Топ-10, то 1993 год, почти весь, был проведён в десятке лучших. За исключением короткой «травяной» части сезона в начале лета. Майкл Чанг стал больше выигрывать: впервые в своей карьере он одержал за год свыше трёх турнирных побед.
Начав сезон-1993 с чемпионского титула в Джакарте (англ. en:Jakarta Open), Чанг продолжил его полуфиналами на турнирах в Соединённых Штатах, и до старта грунтовой части сезона успел выиграть ещё соревнования в Осаке (англ. en:ATP Osaka). На грунте Майкл участвовал в Командном Кубке мира, где сборная США (в составе: Пит Сампрас, Майкл Чанг, Патрик Макинрой и Ричи Ренеберг) сумела завоевать единственную в 90-х годах победу, переиграв в финальном матче хозяев площадки – немцев.
Летняя серия состязаний на американских хардовых кортах традиционно складывалась для Чанга успешно. В этот раз ему досталась победа на этапе серии «Мастерс» в Цинциннати (решающий поединок Майкл выиграл у Стефана Эдберга), были, также, финалы в Лос-Анджелесе («Farmers Classic») и Нью-Йорке («Waldbaum's Hamlet Cup»). После «Ю-Эс Оупен», на котором он проиграл четвертьфинальный матч будущему чемпиону Питу Сампрасу, Чанг выиграл турнир в Куала-Лумпуре (англ. en:Kuala Lumpur Open). А затем продолжил осеннюю часть сезона победой в Пекине («China Open»).

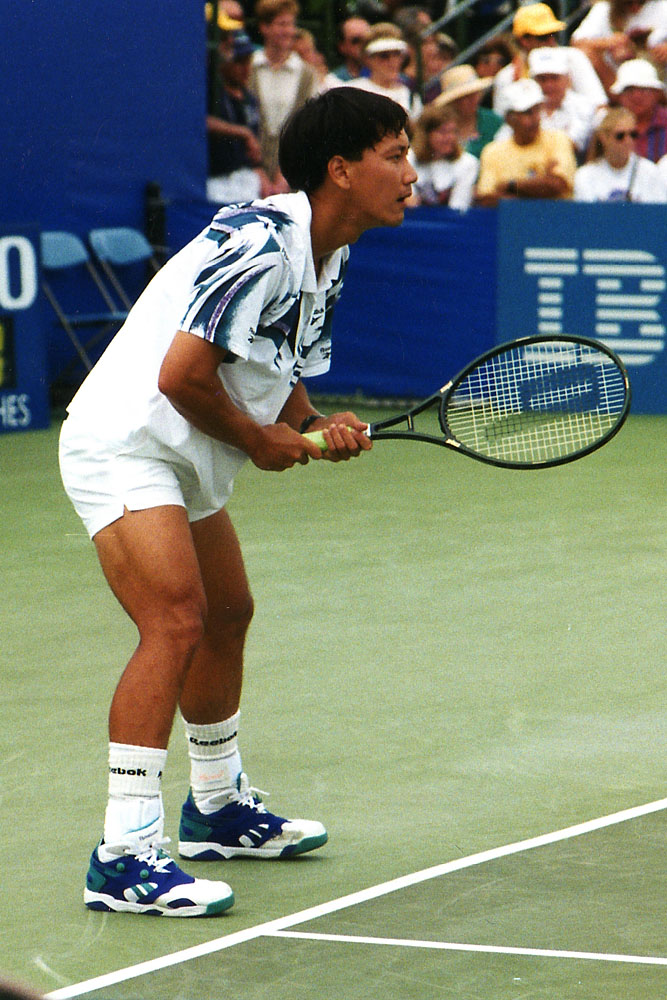
Чанг в 1994 году

1994 год оказался столь же успешным, как и предыдущий. Уверенно проведя его в Топ-10, Майкл Чанг выиграл шесть турниров. Причём на трёх из них защитив прошлогодние титулы: в Джакарте, Пекине и Цинциннати. К ним добавились победные турниры в Филадельфии (англ. en:U.S. Pro Indoor), Гонконге (англ. en:Salem Open) и Атланте (англ. en:1994 AT&T Challenge). А также финалы в Сан-Хосе («SAP Open») и Токио («Rakuten Japan Open Tennis Championships»). Чанг был достаточно успешен и в личных встречах со своими конкурентами по первой десятке рейтинга, неизменно уступая только лидеру сезона – Питу Сампрасу.
Из других событий следует выделить участие Майкла (в качестве Посла доброй воли АТП) в благотворительных программах Ассоциации. При поддержке своего личного спонсора – фирмы «Reebok» – Чанг стал лицом широкомасштабной кампании по развитию и пропаганде тенниса в Азии. И уже вскоре его усилия на ниве благотворительной деятельности были отмечены на высоком уровне. В 1995 году Майкл Чанг, в числе пяти американских спортсменов, становится лауреатом национальной премии «Most Caring Athlete» крупнейшего в стране издания «USA Today».
На корте его также ожидал успех, по крайней мере, в сравнении с прошлыми сезонами был сделан шаг вперёд. Проведя почти весь год в Топ-5, Майкл Чанг финишировал на пятом месте и снова защитил чемпионские звания на трёх турнирах АТП. В Гонконге, Атланте и Пекине, где ему удалось первенствовать третий раз подряд. А за неделю до триумфа в китайской столице, теннисист добился первой, и единственной за карьеру, победы в столице Японии (англ. en:Tokyo Indoor).
Однако самые сильные переживания в сезоне-1995 были связаны с турнирами «Большого шлема». Если в прошлом у Майкла ежегодно был только один по-настоящему успешный ТБШ, который он завершал не ранее четвертьфинала, то в 1995-м такого результата он смог достичь трижды. И хотя ни в одном из трёх случаев ему так и не посчастливилось завоевать титул, многое объяснят имена игроков, побеждавших его.
Начав год с полуфинала на Открытом чемпионате Австралии, где он был остановлен лидером рейтинга АТП – Питом Сампрасом (7-6, 3-6, 4-6, 4-6), Майкл Чанг сумел (спустя шесть лет) ещё раз дойти до финала «Ролан Гаррос». Но в решающем матче, он ничего не мог поделать с практически непобедимым в тот год на грунте Томасом Мустером: 5-7, 2-6, 4-6. И наконец, в четвертьфинале Открытого первенства США дорогу ему перешёл старый знакомый – Джим Курье: 6-7, 6-7, 5-7.
Традиционно проходящий на «быстрых» кортах итоговый турнир – в тот период, он носил название «Чемпионат мира АТП» – всегда был неудобен для Чанга: и в предыдущих розыгрышах, и в последующих, он не мог преодолеть групповую стадию состязания. Однако в 1995 году расправившись со своими «обидчиками» по ТБШ: Мустером и Курье – на групповом этапе, а Сампрасом – в полуфинале (6-4, 6-4), Майкл Чанг единственный раз за карьеру вышел в финал этого турнира. Но ничего не сумел противопоставить мощным атакам Бориса Беккера и той поддержке, что оказывали немцу родные трибуны: 6-7, 0-6, 6-7.
С Беккером они вновь встретятся в финале – уже на старте следующего сезона – когда будут оспаривать чемпионский титул в Мельбурне. И снова победа достанется немецкому теннисисту: 6-2, 6-4, 2-6, 6-2. Затем, несколько подряд солидных и результативных выступлений на американских кортах увенчались триумфом в Индиан-Уэллс, на первом этапе серии «Мастерс» 1996 года. Однако основные, для Чанга, события развернутся летом. Беспрецедентная в его исполнении серия успешных турниров на родине, приведёт Майкла к наивысшей в карьере, второй строчке рейтинга АТП.
Вернувшись в Соединённые Штаты после провального Уимблдона (поражение в первом раунде), Чанг выигрывает два турнира кряду – в Лос-Анджелесе и Вашингтоне. А затем доходит до финала на турнире «Мастерс» в Цинциннати, где уступает Андре Агасси. Но вскоре получает и шанс отыграться – в полуфинальном матче Открытого чемпионата США Чанг взял убедительный реванш у соотечественника: 6-3, 6-2, 6-2. Однако финал вновь приносит разочарование: другой американец – Пит Сампрас, перечёркивает надежды Чанга на второй за карьеру титул в серии «Большого Шлема» (1-6, 4-6, 6-7). Единственный утешением стало второе место в табели о рангах, полученное по итогам турнира, которое Майкл смог сохранить за собой до конца сезона.
И продолжить борьбу за место среди лучших в следующем, 1997 году. Чему в немалой степени способствовало отсутствие поражений в финалах турниров АТП. В тот год Майкл Чанг пять раз играл решающие матчи и во всех добился победы. Первая из них датируется февралём: ведь, не сумев защитить рейтинговые очки за прошлогодний финал на «Австралиан Оупен» (в 1997-м его, на полуфинальной стадии, остановил Карлос Мойя), американец был вынужден навёрстывать упущенное в состязаниях на родине. Что ему с блеском и удалось, Чанг выиграл подряд два турнира, сначала в Мемфисе («Regions Morgan Keegan Championships and The Cellular South Cup»), затем, в Индиан-Уэллс («Indian Wells Masters»). А после небольшого перерыва выдал ещё один «дубль»: Гонконг и Орландо.
После неудачных для него европейских ТБШ, надежды Майкла были связаны с летней серией турниров на американском харде. Который в очередной раз его не подвёл: по возвращении в Штаты Чанг защитил чемпионское звание на соревнованиях в столице страны («Legg Mason Tennis Classic»). И продолжил результативные выступления полуфиналами «мастерсов» в Монреале и Цинциннати, а также на «Ю-Эс Оупен».
Этот мощно проведённый им отрезок сезона способствовал приглашению теннисиста в национальную сборную, которой он помог пробиться в финал Кубка Дэвиса 1997 года, одержав две победы (над Патриком Рафтером и Марком Филиппуссисом) в сентябрьском полуфинале с австралийцами. Однако решающий поединок в гостях у шведов сборная США откровенно провалила (0-5), и Майкл Чанг, в частности, проиграл обе личных встречи: Йонасу Бьоркману и Магнусу Ларссону.

### 1998-2003
С 1998 года профессиональная карьера теннисиста пошла на спад. Начав сезон на третьем месте рейтинга АТП, Майкл завершил его 29-м. И это был первый по-настоящему неудачный сезон в спортивной биографии игрока экстра-класса: на крупнейших турнирах он выбывал уже на стадии второго-третьего раунда. А заметного успеха получилось добиться лишь на состязаниях низшей категории. Финалы в Мемфисе (Теннесси) и Орландо (Флорида), а затем победы в Бостоне (англ. en:U.S. Pro Tennis Championships) и Шанхае (англ. en:Kingfisher Airlines Tennis Open) позволили ему на какое-то время задержаться в Топ-30.
Однако в 1999 году отступление в рейтинге продолжилось. С возрастом и травмами утрачивая свой основной игровой козырь – скорость, Майкл Чанг не мог на равных конкурировать с более молодыми соперниками. Но даже в это время мастерство и опыт позволяли ему порой обыгрывать представителей первой десятки. Так, в Цинциннати («Cincinnati Masters») Чанг переиграл в трёх сетах Алекса Корретху, а в Париже – экс-первую ракетку мира Марсело Риоса. Там же, во французской столице, он добился и последнего значительного результата в крупнейших состязаниях, дойдя до полуфинала на заключительном турнире «Мастерс» сезона-1999.
2000 годом датируются и последние успехи Майкла на турнирах АТП. Сначала он добрался до финала в новозеландском Окленде («Heineken Open»). А затем стал победителем в Лос-Анджелесе – городе, наряду с Гонконгом, подарившем ему наибольшее число финалов за карьеру (5). После этого Майкл Чанг только однажды сумел преодолеть барьер третьего круга на официальных соревнованиях АТП-Тура: в Вашингтоне («Legg Mason Tennis Classic»), летом 2001 года, он уступил в полуфинальном поединке восходящей звезде мирового тенниса — Энди Роддику (4-6, 3-6). На арену вышло новое поколение теннисистов, мощных и универсальных игроков, тягаться с которыми Чангу было уже не под силу.
Летом 2002 года Майкл обыграл третью ракетку мира Томми Хааса в стартовом поединке «Цинциннати Мастерс» (6-3, 6-2). В этот период — с 2002 года — он всё чаще начинает выступать в серии «Челленджер». Где самым заметным его достижением (апрель 2002-го) становится победа на турнире в калифорнийском городке Калабасас. А попрощался с профессиональным теннисом Майкл Чанг на Открытом чемпионате США 26 августа 2003 года, матчем первого раунда против чилийца Фернандо Гонсалеса (3-6, 5-7, 7-5, 4-6).

## Выступления среди ветеранов и деятельность вне корта

Чанг в 2009 году

Ещё в 2001 году, будучи профессиональным игроком, Майкл Чанг стал представителем Комитета по избранию Пекина столицей Олимпийских игр 2008 года. В 2002 году вышла в свет автобиографическая книга спортсмена «Удерживая подачу: настойчивость на корте и вне его» (англ. Holding Serve: Persevering On and Off the Court).
В 2006 году Чанг вернулся к официальным состязаниям высокого уровня, 10 марта он вышел на корт против Джима Курье в стартовом поединке турнира (англ. en:The Oliver Group Champions Cup) во Флориде. Так начались его выступления в «Серии чемпионов тенниса» (англ. Champions Series Tennis), где он занимает, на момент окончания состязаний-2010, десятое место (наивысшая позиция Чанга в этой серии: 6-я).
В июле 2008 года память о его спортивных достижениях была увековечена в Международном зале теннисной славы. Тогда же, в 2008-м, Майкл Чанг дебютировал в Туре Чемпионов АТП (англ. en:ATP Champions Tour): матчем против другого ветерана-дебютанта — россиянина Евгения Кафельникова – на этапе в голландском Эйндховене. Наибольшим трофеем для американского теннисиста в соревнованиях ветеранов АТП стал приз финалиста парижского этапа. Где он осенью 2009 года уступил в решающем поединке шведу Томасу Энквисту.
18 октября 2008 года Майкл Чанг женился на американской теннисистке Амбер Лю (англ. en:Amber Liu).

## Рейтинг в одиночном разряде на конец сезона
| Год  | Рейтинг |
| ---- | ------- |
| 2002 | 124     |
| 2001 | 94      |
| 2000 | 32      |
| 1999 | 48      |
| 1998 | 29      |
| 1997 | 3       |
| 1996 | 2       |
| 1995 | 5       |
| 1994 | 6       |
| 1993 | 8       |
| 1992 | 6       |
| 1991 | 15      |
| 1990 | 15      |
| 1989 | 5       |
| 1988 | 30      |

## Участие в финалах турниров Большого шлема за карьеру

### Одиночный разряд (1+3)
| Результат | Год  | Турнир                       | Покрытие | Соперник в финале | Счёт в финале           |
| --------- | ---- | ---------------------------- | -------- | ----------------- | ----------------------- |
| Победа    | 1989 | Открытый чемпионат Франции   | Грунт    | Стефан Эдберг     | 6–1, 3–6, 4–6, 6–4, 6–2 |
| Поражение | 1995 | Открытый чемпионат Франции   | Грунт    | Томас Мустер      | 5–7, 2–6, 4–6           |
| Поражение | 1996 | Открытый чемпионат Австралии | Хард     | Борис Беккер      | 2–6, 4–6, 6–2, 2–6      |
| Поражение | 1996 | Открытый чемпионат США       | Хард     | Пит Сампрас       | 1–6, 4–6, 6–73          |

## Участие в финалах Кубка Мастерс и Кубка Большого шлема за карьеру

### Одиночный разряд (0+3)
| Результат | Год  | Турнир               | Город              | Соперник в финале | Счёт в финале   |
| --------- | ---- | -------------------- | ------------------ | ----------------- | --------------- |
| Поражение | 1991 | Кубок Большого шлема | Мюнхен, Германия   | Дэвид Уитон       | 5–7, 2–6, 4–6   |
| Поражение | 1992 | Кубок Большого шлема | Мюнхен             | Михаэль Штих      | 2–6, 3–6, 2–6   |
| Поражение | 1995 | Кубок Мастерс        | Ганновер, Германия | Борис Беккер      | 6–73, 0–6, 6–75 |

## Участие в финалах командных турниров за карьеру

### Победы (2)
| Год  | Турнир              | Команда                                                       | Соперник в финале                                                   | Счёт |
| ---- | ------------------- | ------------------------------------------------------------- | ------------------------------------------------------------------- | ---- |
| 1990 | Кубок Дэвиса        | США Андре Агасси, Рик Лич, Джим Пух, Майкл Чанг               | Австралия Даррен Кэхилл, Пат Кэш, Джон Фицджеральд, Ричард Фромберг | 3-2  |
| 1993 | ARAG World Team Cup | США · Патрик Макинрой, Ричи Ренеберг, Пит Сампрас, Майкл Чанг | Германия · Патрик Кюнен, Карл-Уве Штееб, Михаэль Штих               | 4-0  |

### Поражения (1)
| Год  | Турнир       | Команда                                             | Соперник в финале                                        | Счёт |
| ---- | ------------ | --------------------------------------------------- | -------------------------------------------------------- | ---- |
| 1997 | Кубок Дэвиса | Швеция Йонас Бьоркман, Никлас Култи, Магнус Ларссон | США Тодд Мартин, Пит Сампрас, Джонатан Старк, Майкл Чанг | 5-0  |